# Gonippa perusia
Gonippa perusia là một loài bướm đêm trong họ Noctuidae.